# Tomoxia howensis
Tomoxia howensis es una especie de coleóptero de la familia Mordellidae.

## Distribución geográfica
Habita en la Isla de Lord Howe.